# Tümed
De Tümed was een Mongoolse stam tijdens verschillende eeuwen in het midden van het 2e millennium. In de 16e eeuw was Altan Khan de belangrijkste leider van de stamfederatie.
Altan Khan sloot een bekend bondgenootschap met de derde dalai lama Sönam Gyatso, waarbij beide leiders elkaar respectievelijk militaire bescherming en spirituele betekenis schonken. Dit bondgenootschap legde uiteindelijk de basis voor de vijfde dalai lama, Ngawang Lobsang Gyatso, om een van de machtigste leiders van Tibet te worden sinds de grote koningen van Tibet in het 1e millennium.
Tümen, ook wel toman, betekent letterlijk "10.000" en verwijst naar het aantal manschappen waarin Dzjengis Khan eind 12e eeuw de Mongolen had georganiseerd. De Tümed kende meerdere takken, waaronder de Guihua Tümed. De nakomelingen van de Tümed werden later verdrongen door de khan van de Khoshut-Mongolen, Güshri Khan.